# Masoreus grandis
Masoreus grandis is een keversoort uit de familie van de loopkevers (Carabidae). De wetenschappelijke naam van de soort werd in 1834 gepubliceerd door Zimmermann.